# Джон Оупи
Джон Оупи (на английски: John Opie) е английски художник, автор главно на исторически картини и портрети. Той е роден през 1761 г. в Тревелас, Корнуол. От ранна възраст се занимава с рисуване и през 1780 г. заминава за Лондон, където придобива популярност като самоук гений. Умира през 1807 г. в Лондон.